# Krishna Balagita
Krishna Balagita, conocido también como Krishna (nacido el 26 de marzo de 1967 en Yakarta), es un cantante de música jazz y pop, músico, arreglista y compositor indonesio. Logra su popularidad a través de la agrupación Ada Band, una banda muy conocida en su natal Indonesia, cuyos éxitos son creación propia autoría.

## Carrera
Krishna comenzó su carrera profesional en la música cuando tenía 21 años de edad. Se unió algunas bandas y hacían presentaciones en la cafetería de un hotel. A veces iba a iniciar su carrera musical en solitario, para interpretar música pop con una banda. En otra ocasión iba a tocar melodías de estándar con un cuarteto de jazz durante la formación. Finalmente, se reunió con Suriandika Satjadibrata y Baim en 1997. Los tres jóvenes acordaron formar una banda que luego se llamaría Ada Band. Seharusnya fue el primer álbum lanzado en 1997 y la canción con el mismo título obtuvo el éxito. Krishna con éxito logró llevar a la banda Ada a la fama, para ser una de las bandas más populares del país. Masih, Yang Terbaik Bagimu, Haurskah Ku Mati, y Bodoh Manusia son algunos de los integrantes. La banda de Ada en la otra mano estaba en condiciones de característica de Dave Koz conocido como "Masih". Mientras tanto, no se olvidó por completo de interpretar el género jazz y lanzó Sign of Eight, un álbum en solitario en 2002, su primer álbum de jazz. Indra Lesmana, Gilang Ramadán, Dewa Budjana, Tohpati e Indro Hardjodikoro han colaborado a Krishna, para que se hiciera como el intérprete de jazz. En 2007 decidió iniciar su carrera en solitario y formó Krishna en un nuevo espectro. EMI Indonesia produjo su álbum con muchos artistas populares, como Ian Kasela, Dudi Yovie Nuno, Happy Salma, Zacky ‘Kapten’ entre otros. Este disco fue elaborado con un toque de orquesta.

## Discografía
- Con Ada Band
  - Seharusnya (1997) -It Must be Love-
  - Peradaban 2000 (1999) -Year 2000-
  - Tiara (2000) -Desperately-
  - Metamorphosis (2003) -Metamorph-
  - Discography (2005) -Flash Back-
  - Heaven of Love (2004) -Heaven of Love-
  - Romantic Rhapsody (2006) -Romantic Rhapsody
  - Cinema Story (2007) -Cinema Story-

- En solitario
  - Sign of Eight (2002)
  - Light From Heaven (2007)